# Aruá
Aruá, gotovo nestalo pleme porodice Mondé, Velika porodica Tupian, nastanjeni u prašuimama Rondônije između rijeka Rio Mequens i Rio Colorado i na Rio São Miguel. Ima ih po pretpostavkama najviše 75 (43 po CIMI-ju). Mnogi su stradali u sukobima s bijelcima. Jedan njihov ogranak i dijalekt poznat je kao Aruashi. Danas žive na rezervatima Terra Indígena Rio Branco i Terra Indígena Guaporé u općini Guajará-mirim.

## Vanjske poveznice
- Aruá